# Amfithéa (ort i Grekland, Nomós Ioannínon)
Amfithéa (Amfithea) är en ort i Grekland.   Den ligger i prefekturen Nomós Ioannínon och regionen Epirus, i den nordvästra delen av landet, 300 km nordväst om huvudstaden Aten. Amfithéa ligger 491 meter över havet och antalet invånare är 594. Den ligger vid sjön Límni Pamvótida.
Terrängen runt Amfithéa är kuperad åt sydväst, men åt nordost är den bergig. Runt Amfithéa är det ganska tätbefolkat, med 60 invånare per kvadratkilometer. Närmaste större samhälle är Ioánnina, 3,1 km söder om Amfithéa. Trakten runt Amfithéa består till största delen av jordbruksmark.